# نورده
نورده شهری در شهرستان زیمتنگا در استان بام در بورکینافاسوی شمالی است و جمعیت آن ۳۰۵ نفر است.